# Fushan Shuiku (reservoar i Kina, Hainan)
Fushan Shuiku är en reservoar i Kina. Den ligger i provinsen Hainan, i den södra delen av landet, omkring 48 kilometer sydväst om provinshuvudstaden Haikou. Fushan Shuiku ligger 75 meter över havet. Arean är 5,1 kvadratkilometer. I omgivningarna runt Fushan Shuiku växer huvudsakligen savannskog. Den sträcker sig 3,6 kilometer i nord-sydlig riktning, och 2,9 kilometer i öst-västlig riktning.
Genomsnittlig årsnederbörd är 2 661 millimeter. Den regnigaste månaden är juli, med i genomsnitt 450 mm nederbörd, och den torraste är januari, med 24 mm nederbörd.